# 管不住的音符
《管不住的音符》（Free Loop）是加拿大歌手丹尼爾·帕德於2005年所發行的單曲，中文譯作《管不住的音符》。這是丹尼爾自《壞天氣》（Bad Day）單曲以來，第二首同一張專輯的單曲，不過這首歌並沒有如前者那麼成功。這首歌主要是描述丹尼爾與鋼琴之間的關係。

## 音樂錄影帶
影片由馬可·韋伯執導，他也有替丹尼爾的另兩首單曲《壞天氣》、《愛情謊言》（Lie To Me）執導MV。內容由年幼的丹尼爾開始，敘述丹尼爾在鋼琴店櫥窗前魔幻似的彈著鋼琴，長大之後則是終於湊足了錢買到了鋼琴，但是最後卻因為經濟壓力的情況下，將鋼琴賣掉，無奈的他只能在酒吧藉酒澆愁，一直到最後在巷口發現他賣掉的那台鋼琴被丟在路邊，丹尼爾將他修復並且帶回了自己的家中，再度擁有鋼琴的丹尼爾在最後則是於飯店當中，完美的詮釋了自己的大演出，並且得到了熱烈的掌聲。全部場景都是在加州拍攝。